# HD 10538
HD 10538，又名CD-37 650，SAO 193261、HR 498，是一颗恒星，视星等为5.72，位于銀經258.27，銀緯-75.56，其B1900.0坐标为赤經1h 37m 38.5s，赤緯-37° -75.56′ 12″。